# Aksoltan Ataýewa
Aksoltan Toreyevna Ataýewa (Turcomeno: Aksoltan Töreýewna Ataýewa; em russo: Аксолтан Тореевна Атаева; Asgabate, 6 de novembro de 1944) é uma política turcomena, a qual serve como representante permanente do Turcomenistão na Organização das Nações Unidas (ONU), desde 23 de fevereiro de 1995. Além disso, é embaixadora de seu país no Brasil, em Cuba e na Venezuela. No país lusófono, é administradora da sede brasileira desde 31 de julho de 2011.
Em 1968, ela se formou no Instituto Estadual de Medicina Turcomeno, com graduação em Bacharel em Ciências Médicas. Entretanto, preferiu se dedicar à carreira política, servindo, à princípio, como vice-ministra de Saúde Pública de 1981 a 1991; ministra de Saúde Pública de 1991 a 1994; ministra da Segurança Social de 1994 a 1995 e, atualmente, presidente da Ordem dos Sindicatos do Turcomenistão. Ela se filiou ao Partido Democrático em 1992 e se tornou membro do Conselho Popular um ano depois.
Com sua participação ativa como representante do país asiático na ONU desde 1995, ela assinou um acordo feito pela Assembleia das Nações Unidas, o qual expressa "o estatuto de neutralidade permanente do Turcomenistão que assegurará e contribuirá para o fortalecimento da paz e da segurança na região". Nessa resolução, a própria organização "reconhece e apoia o status de neutralidade permanente declarado pelo Turcomenistão; garantia efetiva de consolidação de boas relações diplomáticas na Ásia".
Em 2008, foi nomeada simultaneamente Embaixadora Extraordinária e Plenipotenciária da Turcomenistão para a República de Cuba. Em 2011, conquistou o mesmo título no Brasil, após ratificação da então presidente Dilma Rousseff e, quatro anos depois, voltou a essa ocupação em outro país americano: Venezuela, agora com a credencial de Nicolás Maduro. Os três cargos foram conseguiram sob apoio pleno do presidente turcomeno Gurbanguly Berdimuhammedow. No Brasil, recebeu o cartão de embaixadora em novembro de 2015, na capital Brasília.